# Encontremos el tiempo
Encontremos El Tiempo es el cuarto álbum de estudio de la banda argentina de Indie rock Superchería. Producido por el grupo, fue grabado entre marzo y octubre de 2019 en Buenos Aires en los estudios Dr. F y Bombay.
Fue grabado, mezclado y masterizado casi en su totalidad por Damián Poliak, a excepción de Tregua, que fue grabado y mezclado en los estudios 192 y NDN por Mauro 'My-T Beats' Verdi y Nahuel Giganti, y masterizado por Daniel Ovie. 

## Lanzamiento
El 26 de abril de 2019 lanzaron la canción «Lo Esencial» en tiendas digitales, como adelanto de lo que sería el próximo álbum del grupo. Entre la segunda mitad de 2019 y principios de 2020 editaron 4 singles más (Tregua, Esta Es La Hora, Algo Vivo y Encontremos El Tiempo).
Después de un total de cinco adelantos, y a cuatro años de Faros y a dos de su continuación Otros Faros, el 28 de agosto de 2020 la banda liberó Encontremos el tiempo, su cuarto disco de estudio, en plataformas de streaming y de manera independiente.
El mismo día de publicación del álbum estrenaron en la plataforma YouTube el videoclip de Lo Esencial.
Para este nuevo material la banda decidió tomar las riendas por primera vez de la producción artística integral de la obra. 
El periodista Rodrigo Piedra, en un artículo en el medio en línea cultural Indie Hoy, detalla sus apreciaciones sobre e lanzamiento:

La melancolía recorre las nueve canciones del álbum y aunque fueron escritas antes de la pandemia, algunas resuenan en las situaciones que hoy atravesamos. Sobre esto, Pira Bastourre (voz y guitarra) dice en un comunicado: “Nos sorprendió cómo las letras se resignificaron con la situación actual: el encierro, el distanciamiento, el uso de la tecnología para estar cerca. Algunas frases parecen escritas en estos meses y no antes".

Musicalmente, Encontremos el tiempo se define como un disco cancionero, pero ciertamente dinámico: por momentos apunta a un groove nocturno ("A nuestro favor") e incluye guiños al funk ("Tregua"), teclados y bases electrónicas ("Algo vivo"). Entre los colaboradores destaca la aparición de Abril Sosa (Cuentos Borgeanos), quien aporta programaciones y teclados en "Esta es la hora".
Rodrigo Piedra, Indie Hoy

El medio cultural digital QEPD.news describe del siguiente modo sus impresiones sobre el disco:

“Sabes que hoy las cosas no están bien / también sabes, no vas a abandonar”, empieza cantando en Lo Esencial, revelando de entrada las intenciones del disco. Hay algo de incertidumbre, pero también de esperanza. A pesar de ser canciones escritas antes de la pandemia del coronavirus, sus temas bordean situaciones contemporáneas.

Tregua, segundo track, levanta el ritmo en un coqueteo con el funk sin perder el núcleo cancionero. Sobre la mitad, el protagonismo de los teclados da muestra del trabajo detallista en la producción. La canción que le da nombre al disco apunta directamente al ritmo, avanzando con el ímpetu de la hipercomunicación y la velocidad del tiempos. Como un libro sigue en la misma senda, un rock suave que va hacia adelante sin mirar atrás. “Es que es tiempo para resistir / tiempo para morir en el intento”, canta en el estribillo.
A nuestro favor y Esta es la hora (producida junto a Abril Sosa de Cuentos Borgeanos y Catupecu Machu) forman un segmento nocturno y seductor, combinando melodía, groove y destellos electrónicos. Sin perder ritmo, Algo vivo es uno de los temas más logrados, zigzagueando entre entre el sonido limpio de la guitarra acústica y la distorsión con arreglos modernos.

En la previa del final, Los intentos pone el ambiente un poco más oscuro y una letra que reflexiona sobre la vida, el cuerpo y el paso del tiempo. “En la vitrina que nos vende vidas / muere lento nuestro tiempo / preferiría no entregar la mía / solo pierdo si no intento”, canta en la última estrofa. El cierre llega con Río, una canción instrumental que viaja por distintos climas y que funciona como epílogo perfecto para este disco profundo y dinámico.
QEPD.news

## Lista de canciones
Todas las canciones fueron escritas por Superchería.

| N.º   | Título                  | Duración |  |
| 1.    | «Lo Esencial»           | 3:56     |  |
| 2.    | «Tregua»                | 4:02     |  |
| 3.    | «Encontremos El Tiempo» | 3:52     |  |
| 4.    | «Como Un Libro»         | 3:11     |  |
| 5.    | «A Nuestro Favor»       | 3:14     |  |
| 6.    | «Esta Es La Hora»       | 3:30     |  |
| 7.    | «Algo Vivo»             | 4:11     |  |
| 8.    | «Los Intentos»          | 2:49     |  |
| 9.    | «Río»                   | 3:40     |  |
| 32:24 |                         |          |  |

## Créditos
Todas las canciones escritas y arregladas por Superchería.
Producido por Superchería, excepto Tregua producido por Mauro 'My-T Beats' Verdi, Esta Es La Hora producido por Abril Sosa y A Nuestro Favor coproducido por Gastón Sassone.
Grabado entre marzo y octubre de 2019 en Estudio Dr. F y Estudio Bombay por Damián Poliak, excepto Tregua grabado en Estudio 192 y Estudio NDN por Mauro 'My-T Beats' Verdi y Nahuel Giganti.
Mezclado en Estudio Bombay por Damián Poliak, excepto Tregua mezclado por Nahuel Giganti en Estudio NDN.
Masterizado por Damián Poliak, excepto Tregua masterizado por Daniel Ovie.
Producción de Baterías: Cristhian Faiad
Diseño: Studio Josefa
Fotos prensa: Fabricio Pérez
Fotos grabación: Francisco Iurcovich
Prensa: Rock City
Sonido en vivo: Nahuel Giganti
Superchería
- Pira Bastourre - Voz, guitarras, teclados, percusión.
- Joaquín Álvarez - Voz, guitarras.
- Tino Tuffano - Bajo, teclados, coros.

Músicos invitados
- Jerry Ferela - Batería y arreglos en todos los temas.
- Gastón Sassone - Teclados y arreglos en todos los temas. Coproducción en 8.
- Damián Poliak - Coros en 7.
- Abril Sosa - Programaciones y teclados en 6.